# Clàssica Sarda
La Clàssica Sarda era una cursa ciclista d'un sol dia que es disputava anualment a l'illa de Sardenya durant el mes de febrer. La cursa formava part del circuit UCI Europa Tour, amb una categoria 1.1. La primera edició es va anomenar Clàssica Sarda Olbia-Pantogia i la segona Clàssica Sarda Sassari-Cagliari.

## Palmarès
| Any  | Vencedor          | Segon          | Tercer            |
| ---- | ----------------- | -------------- | ----------------- |
| 2010 | Giovanni Visconti | Fabio Sabatini | Geoffroy Lequatre |
| 2011 | Pàvel Brut        | Emanuele Sella | Peter Sagan       |